# Gerd Weiland (Künstler)

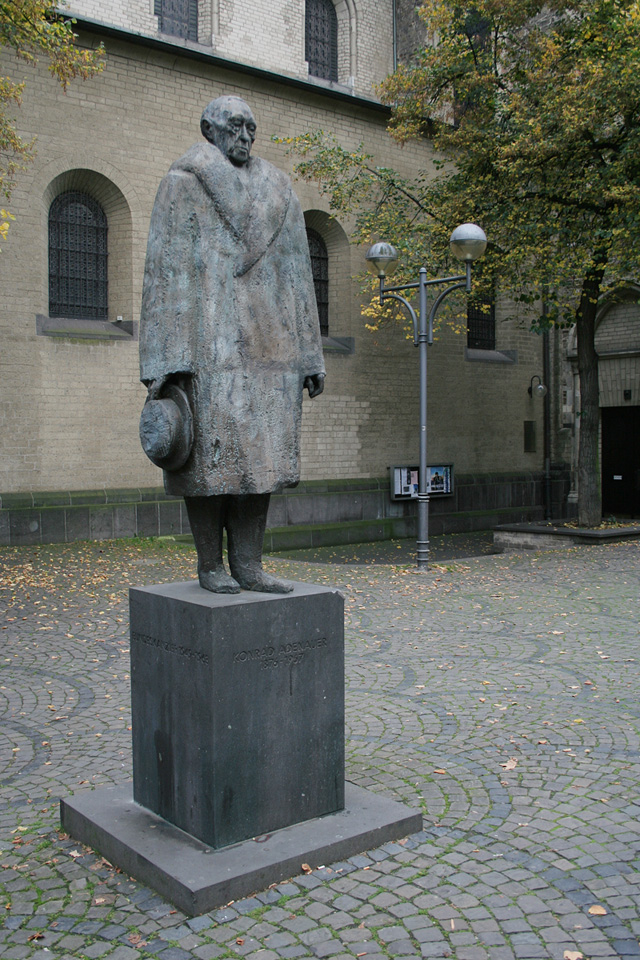
Das von Gerd Weiland vollendete Konrad-Adenauer-Denkmal in Köln

Gerhard Weiland, häufig Gerd Weiland nach seinem Rufnamen (* 1945 in Neustadt an der Weinstraße), ist ein deutscher Künstler, der sich vor allem mit Bildhauerei und Malerei beschäftigt. Er wohnt im Stadtteil Niedermirsberg von Ebermannstadt (Oberfranken).

## Ausbildung und Beruf
Nach dem Besuch des seinerzeitigen Altsprachlichen, heute Kurfürst-Ruprecht-Gymnasiums in seiner Heimatstadt und einer Steinmetzlehre in Kaiserslautern studierte Weiland in den späten 1960er und frühen 1970er Jahren an der Akademie der Bildenden Künste in Nürnberg bei Hans Wimmer (1907–1992). Die meiste Zeit seines Berufslebens verbrachte er freischaffend, von 1973 bis 1976 und von 1986 bis 1987 hatte er Lehraufträge an der Akademie Nürnberg.

## Werke
Bekannt wurde Weiland vor allem dadurch, dass er 1991 das Denkmal Konrad Adenauers in Köln vollendete, das Hans Wimmer begonnen hatte. 1999 schuf er die Marmorbüste Adenauers für die Walhalla in Donaustauf. Bereits 1980 hatte er den Nürnberger Hennenbrunnen gefertigt, und 1982 für den Skulpturenpark seiner Ausbildungsstadt Kaiserslautern einen nahezu zwei Meter großen Stuhl mit übergeworfener Decke aus Sandstein gemeißelt.

## Auszeichnungen
Weiland erhielt u. a. den Bayerischen Staatsförderpreis, den Daniel-Henry-Kahnweiler-Preis (1982), den Förderpreis zum Kunstpreis Rheinland-Pfalz und den Akademiepreis des Landes. 1984/85 war er Stipendiat des Freistaats Bayern an der Cité Internationale des Arts in Paris.

## Familie
Gerd Weiland war mit einer Künstlerkollegin, der Keramikerin und Bildhauerin Gertrud Nein (1943–2012), verheiratet, an deren Werken er oft unterstützend mitarbeitete.